# Grytnäs
Grytnäs är kyrkbyn i Grytnäs socken i Avesta kommun i Dalarna, belägen strax nordost om Avesta.
Grytnäs kyrka ligger här.